# Marine batave
Ne doit pas être confondu avec Marine royale néerlandaise ou Marine des Provinces-Unies.
La Marine batave (en néerlandais : Bataafsche marine) est la force navale de la République batave, héritant de la Marine des Provinces-Unies.
Bien qu'entièrement restructurée après la révolution batave de 1795, la Marine batave parvient à bâtir une réelle armada, pouvant rivaliser avec la Royal Navy durant la guerre de la deuxième coalition. Cependant, après plusieurs défaites et échecs, cette force navale se révèle inefficace et en-deçà des attentes. Néanmoins, la Marine batave a permis de poser de bases solides à la Marine royale néerlandaise.

## Histoire

### Prémices
Après la défaite de la quatrième guerre anglo-néerlandaise, les Provinces-Unies se sont lancés dans la construction de nouveaux bâtiments, modernes. Entre 1777 et 1789, 92 navires de guerres sont construits par les ports néerlandais. Notamment grâce aux chantiers navals de Nieuwediep et de Flessingue, qui sont réparés et améliorés.Toutefois, ces navires sont assemblés avec des matériaux de qualité inférieure tandis que de nouvelles technologies apparaissent (cuivrage des coques, caronades).

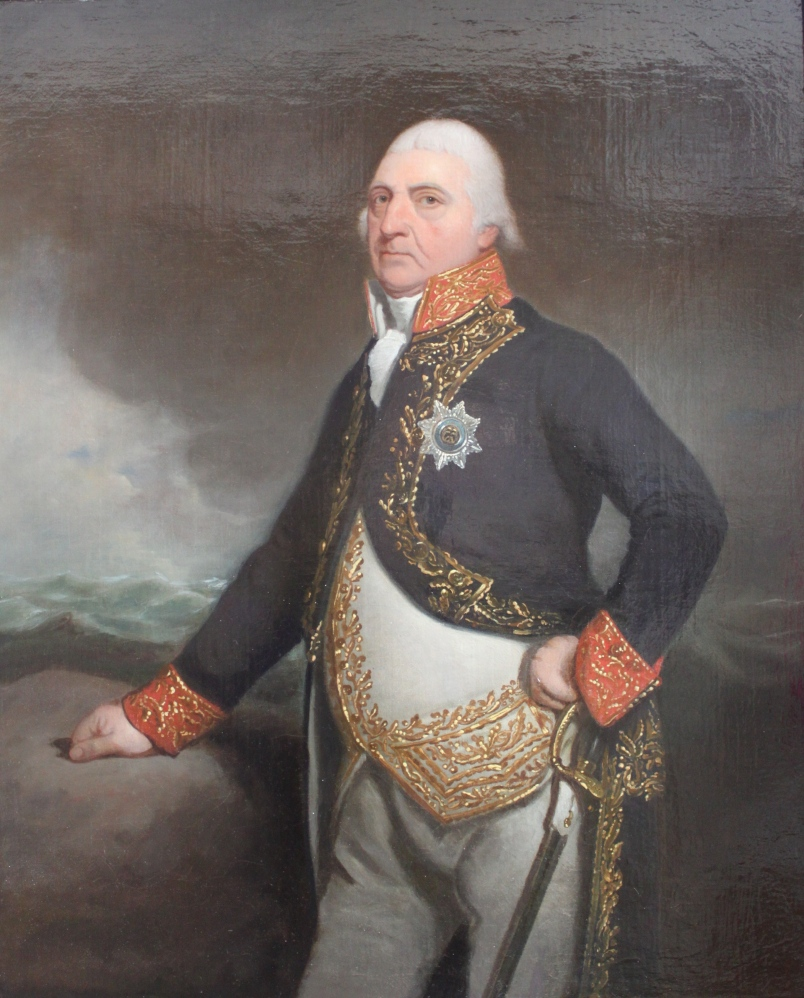
Portait de Jan Hendrik van Kinsbergen

En 1792, la décision de réserver un budget à la Marine est enfin prise, jadis, les fond étaient débloqués à la demande de l'amirauté. Le stathouder propose cette même année la création d’un corps d’infanterie de marine ; sa proposition est premièrement refusée avant que le gouvernement lui accorde la création d’un corps d’artilleur. Les officiers et marins néerlandais sont professionnels mais leur formation est insuffisante. À partir des années 1780, le gouvernement tente d’y remédier avec la publication d’ouvrages théoriques, comme celui de l’amiral van Kinsbergen. Le General Seinbook, un guide de communication en mer, est également amélioré. Un certain nombre de réformes sont donc apportées, mais l’incompétence de l’amirauté demeure un frein au développement de la Marine. L’état de la flotte est déplorable lorsque le pays rentre en guerre face à la France et elle ne permet pas d’empêcher l’invasion des Pays-Bas dès 1795 par la Convention nationale.

### Création de la Marine et réformes majeures

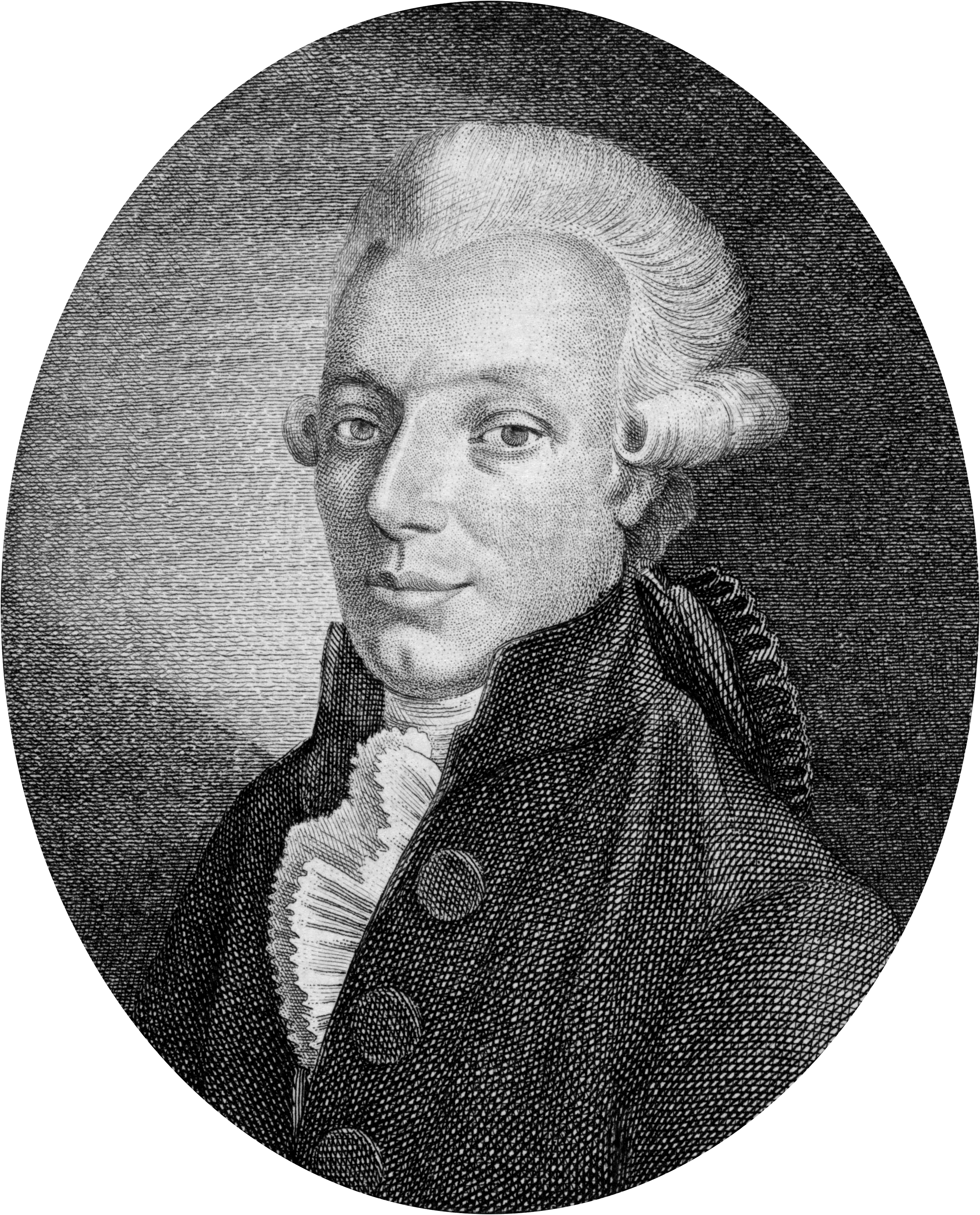
Pieter Paulus, visage de la République batave et acteur de plusieurs réformes navales.

L’ensemble de la Marine des Provinces-Unies est capturée par la France avec la conquête des Pays-Bas. La majeure partie de la flotte néerlandaise, bloquée par les glaces dans la rade du Texel, est capturée par la cavalerie française le 23 janvier 1795, après que le gouverneur des États de Hollande et de Frise-Occidentale lui ait ordonné de se rendre. Parallèlement la Grande-Bretagne s’empare de plusieurs navires de guerre et de transport hollandais en quai au Royaume-Uni. Les officiers et marins néerlandais sont remerciés et remplacés par des soldats français, cependant, à la suite du traité de La Haye, la France rend les navires capturés à la République batave. Entre-temps, la Marine a subi de gros changements, la fonction de stathouder est abolie ainsi que celle d’amiral général de la flotte, deux postes éminents dans la hiérarchie. Le conseil de l’amirauté est également supprimé, remplacé par un comité permanent de représentants du peuple. Ces choix auront une influence délétère sur la Marine néerlandaise, dorénavant, des postes de commandement stratégique peuvent être confiés à des civils.
En 1787, après la répression du Parti patriote par la Prusse, les officiers de la marine susceptible d’être des sympathisants révolutionnaires sont purgés. Beaucoup sont contraints à l’exil, notamment le lieutenant de Winter. La plupart trouve refuge en France et revient dans son pays natale en 1795, après l’établissement d’un gouvernement pro-révolutionnaire. Ces événements peuvent expliquer la nouvelle purge menée par les exilés de 1787 sur les officiers de la « vieille garde », cependant, cette décision mène surtout à la perte d’un grand nombre de marins expérimentés et toujours loyaux, à l’image de l’amiral van Kinsbergen. La Marine batave est donc fondée avec un manque cruel d’officiers et une méfiance mutuelle entre les « anciens » marins et les « nouveaux » marins.
À sa création, la flotte néerlandaise a besoin d’une nouvelle figure pour la diriger et la représenter. Le 12 mars 1795, le général de Brigade et ancien marin, Jean de Winter est nommé à ce poste. À seulement 34 ans, cette promotion rapide lui attire la jalousie du reste des officiers, convoitant le grade,. De même, Jean van Swinden est nommé examinateur général de la flotte pour assurer la qualité de la formation des nouveaux officiers. La construction de nouveaux bateaux est confiée à un seul bureau, et non plus à chaque province indépendamment des autres. Le système de justice pénale est confié à un prévôt de la marine. Une commission de pilotage est créée sous le contrôle direct du comité des affaires navales et un officier est chargé d'arpenter les ports et les eaux côtières et de publier des cartes marines. Enfin, les Articles of War, datant de 1702, sont modernisés et l’Ordonnance Générale du Service en Mer est republiée avec des changements majeurs.
Pour avoir une idée générale de l’état de la flotte, en février 1795 il est confié à une commission composée, notamment, d’Henricus Aeneae (en), Samuel Story, Engelbertus Lucas et du constructeur Glavimans d'inspecter chaque navire en service. Le 26 mai, le rapport tombe, le pays dispose de quarante vaisseaux de ligne, de trente-cinq frégates et de cent quatre navires d'escorte. Mais, beaucoup de ces navires sont en mauvais état, résultat de plusieurs années de négligence, la commission estime que seuls quatre navires de 74 canons, quatorze de 68 canons et six de 56 canons valent la peine d'être restauré. Vingt-quatre frégates sont également dans ce cas. Le reste devrait être mis au rebut. Un point positif existe cependant, les chantiers navals sont en relativement bon état et les docks et ports ne demandent qu'une rapide modernisation pour pouvoir concurrencer les infrastructures britanniques.

### Programme de relance (1795-1796)
Bien que le Conseil des Affaires navales a attendu le mois de décembre 1795 pour réagir au rapport de la commission, elle commence officieusement à travailler sur une politique de relance dès mars. Justement, le 17e jour de ce mois, elle propose au gouvernement un budget de 7,8 millions de florins pour reconstruire une douzaine de vaisseaux de ligne et quatorze frégates ainsi qu'une dizaine de navires de défense côtière avec un effectif de 9 900 marins. En outre, 5 autres millions de florins devaient être fournie pour payer les dettes de la Marine, car de nouveaux crédits n'auraient pas été accordés dans de telles conditions. Le besoin financier total pour l'année à suivre s'élevait donc à près de 15 millions de florins, soit la moitié du budget alloué à l'Armée. Le gouvernement décide de demander en urgence des fonds aux provinces pour aider l'effort de guerre, c'est donc 7 millions de florins qui viennent s'ajouter au budget de la Marine. Le financement de la flotte étant alors assuré, le programme de construction est rapidement lancé. Les anciens chantiers navals du pays sont délaissés en faveur du port d'Amsterdam, où se concentre l'essentiel de la construction des grands navires. En revanche, Hoorn se spécialise dans l'assemblage de frégates tandis qu'Enkhuizen dans la construction de petits bateaux. Harlingen se concentre, quant à lui, à l'élaboration de bricks pour sécuriser les voies navigables, pendant que Medemblik reçoit les infrastructures nécessaires à l'ancrage de la flotte de réserve. En effet, la rade du Texel, quoique largement améliorée, n'est pas encore jugée comme utilisable en tant que base navale principale. Ces nouvelles directives se heurtent toutefois rapidement à des difficultés financières, les provinces n'ayant pas fourni le financement d'urgence promis. La construction de la flotte s'arrête donc au milieu de l'année 1795, jusqu'à ce que le Conseil des Affaires navales menace de démissionner en septembre. En juin 1796, après un an, la flotte compte soixante-six navires dont vingt vaisseaux de ligne et trente frégates.

### Difficultés de recrutement

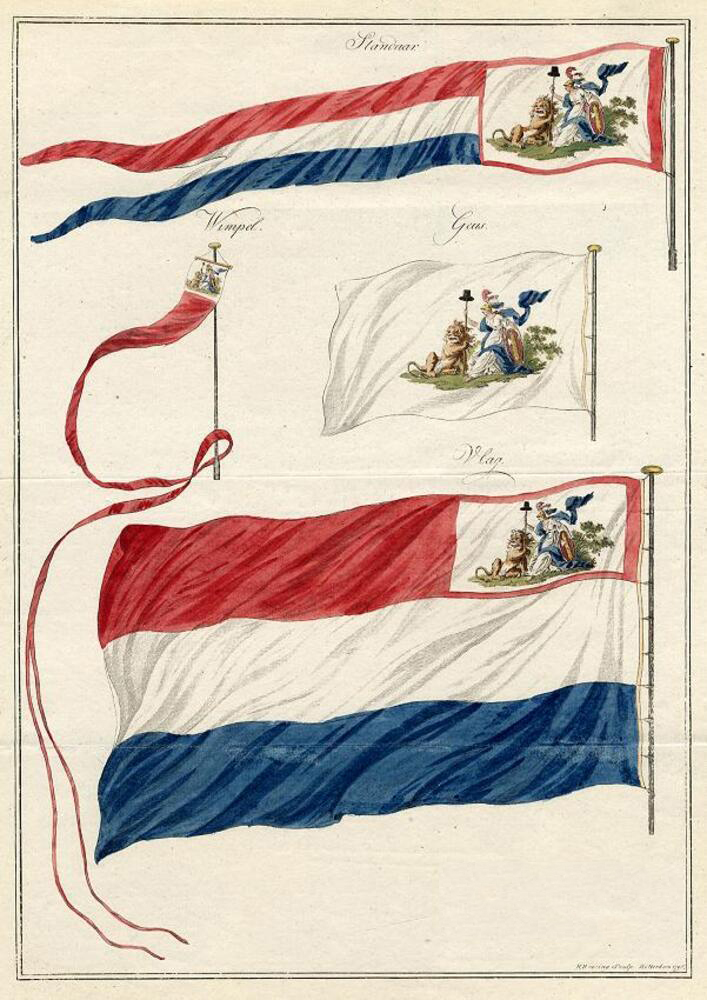
Pavillon et drapeau de la Marine batave

Drapeau princier (Prinsenvlag)

Après la purge d'une partie de l'équipage de la Marine en février 1795, le remaniement de la flotte devient une nécessité. Le réengagement de certains officiers de marines est facilité par la situation économique désastreuse que subit le pays. Cependant, le recrutement s'avère lent ; la Marine néerlandaise n'avait jamais, dans son histoire, eu besoin d'imposer une conscription. Souhaitant respecter cette tradition, la Marine batave a recours à la persuasion de ses citoyens, en appelant au patriotisme et à la défense de la partie - mais aussi et surtout à des primes d'enrôlement. Cette campagne de recrutement marche pour plutôt bien chez les marins étrangers, au contraire, les Néerlandais se montrent hostiles à l'idée de s'engager. En conséquent, des mercenaires sont intégrés à la Marine, mais cette décision est finalement contre-productive car elle entraîne une vague de désertion. Dès lors, la République batave se retrouve en pénurie d'officiers qualifiés. Elle a besoin de marins de carrière, ayant la capacité de manier l'artillerie notamment, mais ces hommes ont majoritairement fuit le pays ou ont été exilés. Ceux acceptant de revenir deviennent des éléments peu fiable parmi l'équipage. Ce manque de fiabilité est particulièrement contraignant, car ce sont les sous-officiers qui sont en relation direct avec le reste des marins, et qui disposent donc d'une influence particulière sur ces hommes. À plusieurs reprises, ils se sont révélés être des agitateurs orangistes qui ont fomenté des mutineries. Les conséquences de ce manque d'effectif se révèlent vites ; les navires nouvellement opérationnels doivent rester au port, faute de personnel. Finalement, le gouvernement décide d'organiser une nouvelle campagne de recrutement en augmentant les primes, de sorte qu'au printemps 1796, la flotte dispose enfin d'effectifs suffisants pour mener en mer tous ses bâtiments. Mais en mars 1796, une décision va saper le moral du nouvel équipage. Jusqu'à cette date, la République utilisait l'ancien pavillon, le drapeau princier, mais les autorités décident de supprimer ce symbole monarchiste pour instaurer celui que nous connaissons aujourd'hui. Cette mesure, quoique populaire auprès des partisans républicains, est en général mal-vue par la population. Le nouveau drapeau fait donc baisser le moral des marins de la flotte, entraînant de désastreuses conséquences sur l'avenir.

### La défaite de Saldagne
Le comptoir néerlandais du Cap avait été prise par les Britanniques en septembre 1795. Les lignes de communication vers les Indes orientales néerlandaises furent donc coupées. Le gouvernement batave se voit donc contraint de préparer une expédition au début de l'année 1976 pour reconquérir la ville. Une flottille commandée par le contre-amiral Lucas et composée de trois vaisseaux de ligne et cinq frégates prend la mer le 23 février 1976,. Lucas suit la route traditionnelle vers les Canaries, et de là vers le Brésil pour profiter des bons vents de l'ouest vers le Cap de Bonne-Espérance. La flotte est restée pas moins de trente quatre jours ancrée dans la Baie de la Luz sur la Grande Canarie pour s'approvisionner en vivre. Au cours de cette période, deux évènements se produisent et vont avoir une grande influence sur la suite du voyage. Tout d'abord, une frégate ennemie fut repérée, probablement le HMS Mozelle, qui devait prévenir les Britanniques des positions de la force batave. Mais Lucas prend la décision de ne pas prendre en chasse le bateau. Puis, un navire de ligne battant le pavillon espagnol fut observé en train de franchir la baie, mais là encore, le capitaine ne fit rien, malgré les protestations de ses subordonnés. Il s'agissait sûrement du HMS Tremendous du contre-amiral Pringle qui menait un convoi de transports en direction du Cap.

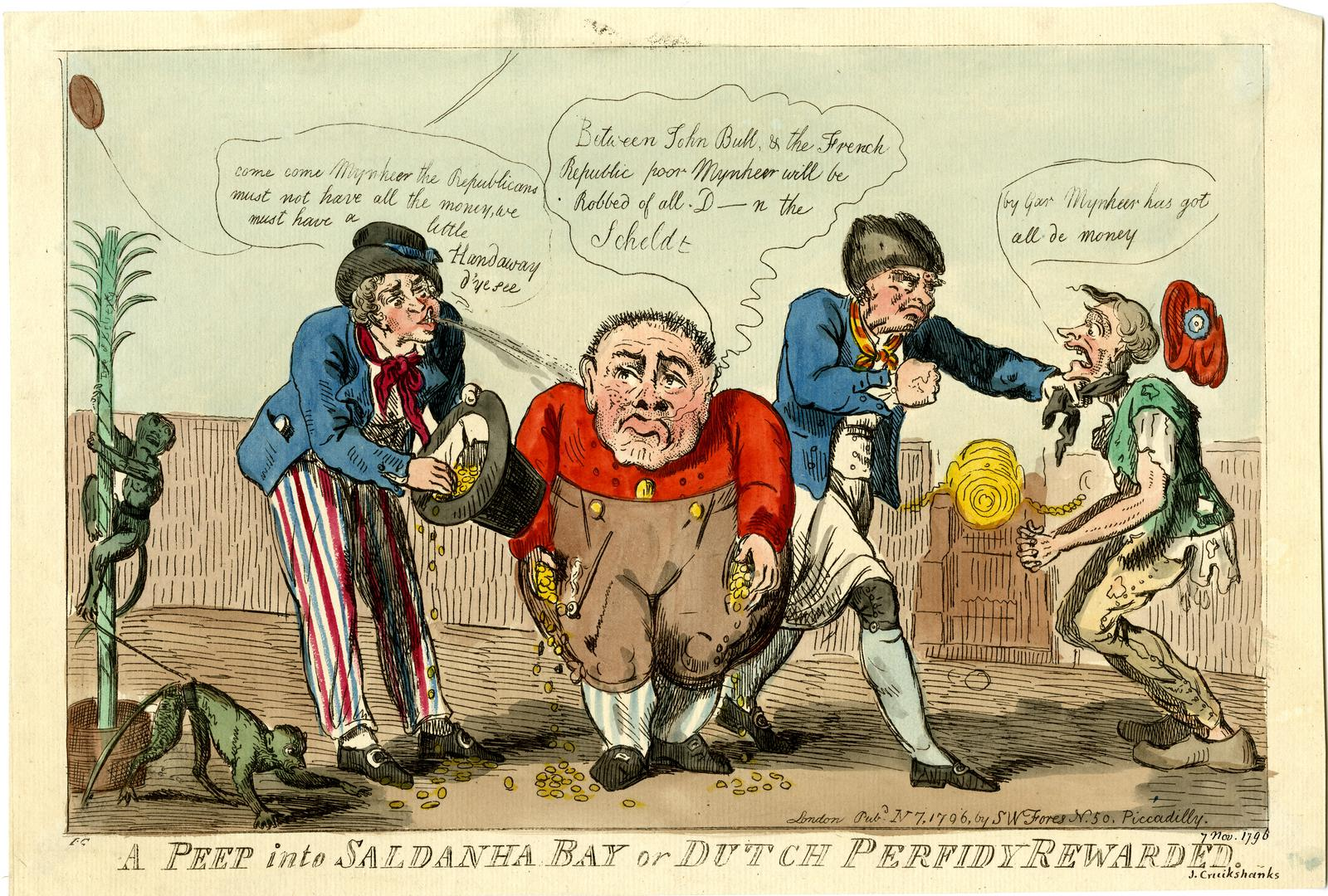
La perfidie néerlandaise récompensée, caricature de la reddition hollandaise à Saldagne, 1796, par Isaac Cruikshank

Après avoir franchi le tropique du Cancer le 21 mai, Lucas fut promu officiellement contre-amiral. Il met le cap sur Praia au Cap-Vert car il décide personnellement de se rendre dans la baie de Saldagne, bien que cette position est détenue par les Britanniques. Le convoi est, dans tous les cas, obligé d'accoster car il manque d'eau. Le 6 août, la flotte arrive dans la baie, sans encombre. Toutefois, Lucas est rapidement confronté à une force britannique supérieure, à la fois en mer et sur terre. L'eau se trouve loin dans les terres et l'approvisionnement du convoi se fait lentement, Lucas perd plusieurs jours cruciaux où il aurait encore pu fuir. Bien qu'il soit au courant de l'arrivée imminente de navires britanniques, il n'accélère pas les marins à terre si bien que dix jours après son arrivée, il n'est toujours pas reparti. Le 17 août, il est trop tard, les bâtiments bataves se retrouvent encerclés dans la baie. Lucas tente d'abord de combattre en partant en haute mer, mais les mutineries qui éclatent sur de ses navires l'en empêchent. Les mutins menacent de fusiller les officiers présents sur leur bateau si des hostilités sont engagés face aux Britanniques. Lucas prend alors la décision de se capituler sans condition, n'étant de toute manière pas en positon de négocier. Ses navires étaient en effet tenus en joug par treize bâtiments anglais.
Les mutineries durent encore plusieurs jours, les réserves sont pillés et plusieurs bagarres éclatent. Les drapeaux bataves sont souillés et des slogans orangistes criés par des soldats ivres retentissent du soir au matin. Le calme revient seulement après l'intervention des Britanniques, qui arrêtent les mutins. La plupart des membres d'équipage désertent, seuls les officiers demeurent sur les navires, prisonniers, ils sont rapatriés vers leur pays après quelques jours de négociations. À son retour aux Pays-Bas, Lucas est arrêté et emprisonné à la Huis ten Bosch en l'attente de son procès. Au cours de sa détention, sa santé se détériore rapidement et est finalement libéré, il succombe de sa maladie en juin 1797. Lucas décédé, il est décidé tout de même de mener une enquête sur sa conduite. Ce rapport attribue au contre-amiral l'entière responsabilité de la perte des neuf navires, les autres officiers furent acquittés.

### La tentative d'invasion d'Irlande
Les mutineries ne furent pas seulement un problème pour la Marine batave. En avril 1797, la flotte britannique de Spithead se rebelle. ici, l'initiative des mutineries est venue de partisans révolutionnaires, qui, comme l'an passé en Irlande, ont demandé au Directoire de soutenir leur insurrection. Cette idée séduit les Français qui virent en l'Irlande un point stratégique vers l'Angleterre. Cependant, l'expédition d'Irlande échoue et conduit à la destruction d'une partie de la flotte française. mais, les Français décident de planifier une nouvelle invasion, cette fois-ci en deux points. Le premier verrait une flotte franco-espagnole débarquer au sud de l'Irlande tandis que le second, permettrait à une flotte batave de débarquer 25 000 soldats français en Irlande du Nord. Cependant, la bataille du cap Saint-Vincent voit la destruction de la force navale de l'Espagne et refroidi les ambitions du Directoire. Néanmoins, leurs collègues du gouvernement batave sont toujours désireux de prouver leur utilité et décide de ne pas lâcher cette seconde invasion. 15 000 soldats néerlandais sont alors mobilisés, menés par le général Daendels. Ces troupes embarquent en juin à Texel mais passent l'été 1797 bloqués au port, maintenus par des vents d'ouest. Ce retard permet à l'amiral Duncan d'organiser ses forces et la défense de la Mer du Nord. Les Britanniques mobilisent 80 000 hommes en Irlande ; le général Hoche meurt alors qu'il était le principal instigateur de l'invasion. En septembre 1797, l'opération est annulée.

### La bataille de Camperdown
Au début du mois de septembre, le coup d'État du 18 fructidor an V a lieu en France et consolide le pouvoir du Directoire à la tête du pays. Pour leurs alliés de République batave, c'est une motivation supplémentaire pour que le reste de la flotte soit utilisée. Le plan consistait cette fois à faire sortir l'armada de Texel dans le but de libérer le Kortenaer, qui était bloqué dans la rade de Hellevoetsluis par une flottille britannique. En cas de victoire, les Néerlandais infligeraient une défaite intéressante aux Britanniques, déjà affaiblis en Mer du Nord. Le gouvernement se montra ambitieux et ordonna à de Winter d'engager la bataille même si les Britanniques sont en supériorité numérique et technique. De Winter se montre sceptique à l'annonce de cet ordre qui lui paraît irréfléchi, mais le gouvernement écarte ses objections. Lorsque l'amiral s'apprête à partir, il est empêcher par de nouveaux vents contraires. De Winter est finalement pressé par le gouvernement pour agir et quitter les Pays-Bas au plus vite, bien que les conditions ne soient pas optimales. Le 7 octobre 1797, la flotte lève l'ancre de son mouillage vers 9h30. De Winter décide de passer par l'estuaire de la Meuse, mais les vents l'en empêchent, il passe alors les jours suivants à parcourir la côté néerlandaise, sous l'escorte lointaine de navires de reconnaissance britanniques. Pendant ce temps, Duncan lève une flotte à peu près égale et se dirige vers les côtes néerlandaises, dans l'espoir d'y rencontrer la flotte batave. Au matin du 11 octobre, les deux flottes se croisent au large de Camperduin. De Winter décide alors, au vu des instructions du gouvernement, qu'il faut engager la bataille et, à 9 heures, il ordonne à ses navires de se placer en ligne de bataille. La flotte batave naviguait à voile courte dans trois divisions : l'avant-garde sous le commandement du contre-amiral Story, dans le Staaten Generaal, le milieu sous la direction de Winter dans son navire-amiral, le Vrijheid, et l'arrière-garde menée par le vice-amiral Reintjes dans le Jupiter,. De Winter avait transmis le 17 juillet à ses subordonnés une directive sur l'ordre de bataille en cas d'attaque à la sortie de Texel, cet ordre différait de celui transmis le 6 juillet, à mettre en place en cas de combat en haute mer. Cette nuance conduit à une incompréhension entre l'état-major batave, si de Winter commença à appliquer l'ordre du 6 juillet, le reste de ses capitaines se placèrent selon l'ordre du 17 juillet.

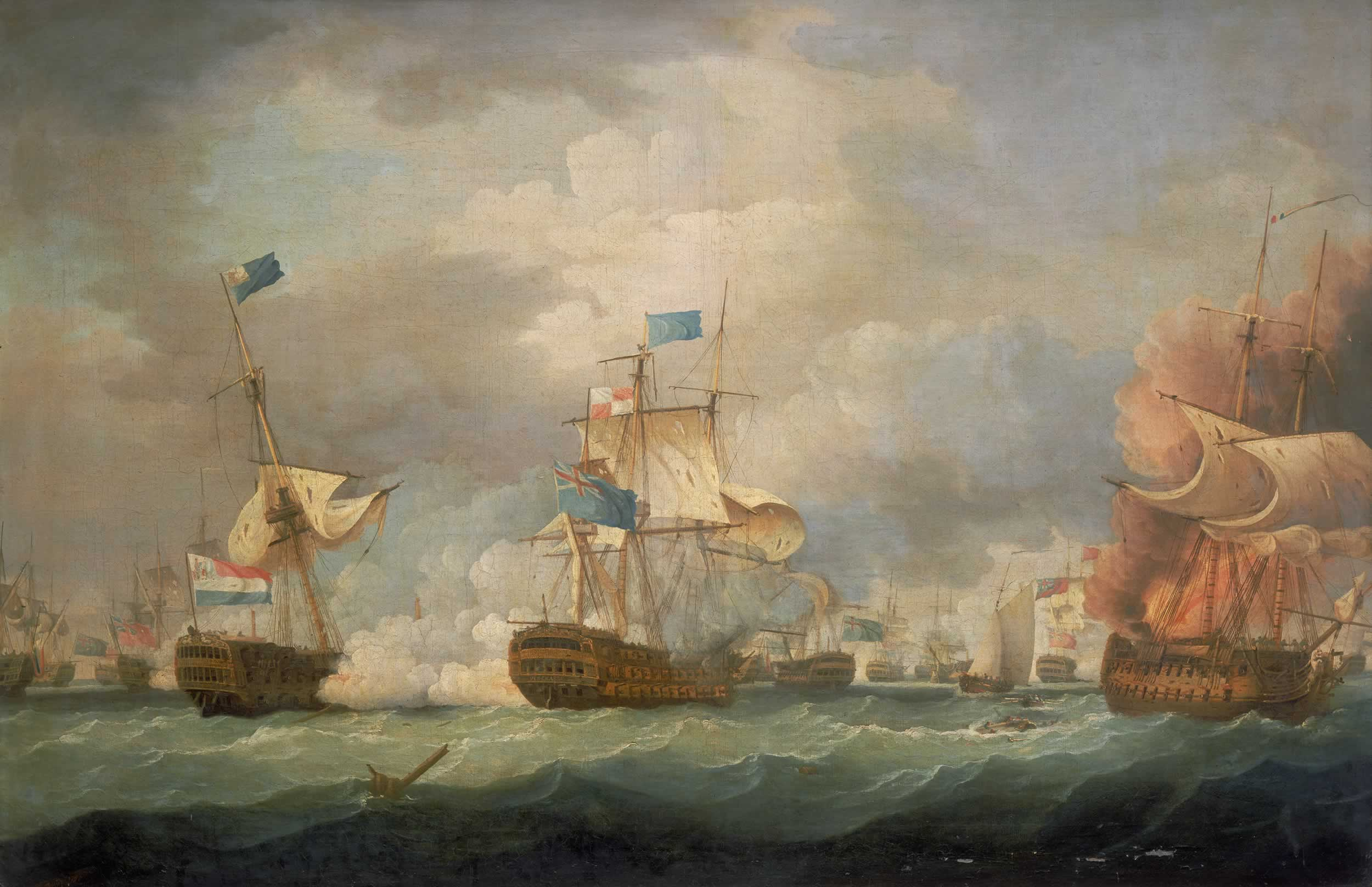
Bataille de Camperdown, Thomas Whitcombe, 1798

En conséquence, deux des navires sont esseulés du groupe, derrière la ligne centrale et l'arrière-garde se retrouve sans commandant et amputé de deux bâtiments. De Winter affirma plus tard que cette erreur lui coûta la victoire. De plus, deux autres navires avaient de grosses difficultés à maintenir leur position, ce qui provoqua plusieurs trous dans la ligne, et ces brèches seront exploités par les Britanniques, qui observèrent longuement les positions bataves. Parallèlement, Duncan eu aussi quelques difficultés avec sa propre formation de combat mais disposait d'un avantage stratégique, le vent de dos. La flotte britannique se divisa en deux forces inégales, l'une de neuf navires sous le commandement du contre-amiral Onslow et la seconde composée du reste de la flotte sous les ordres directs de l'amiral Duncan, qui commandait ses forces depuis le HMS Venerable. Onslow attaqua l'arrière-garde et rapidement, brisa leur formation en coupant en deux la ligne batave, déjà morcelée. Il acquit alors une position dominante, à un endroit où il pouvait aisément attaquer le Jupiter sans subir de trop graves ripostes. Le Jupiter fut donc contraint de quitter la formation pour ne pas être détruit, élargissant encore la brèche. Dès lors, la bataille était déjà perdue pour de Winter.

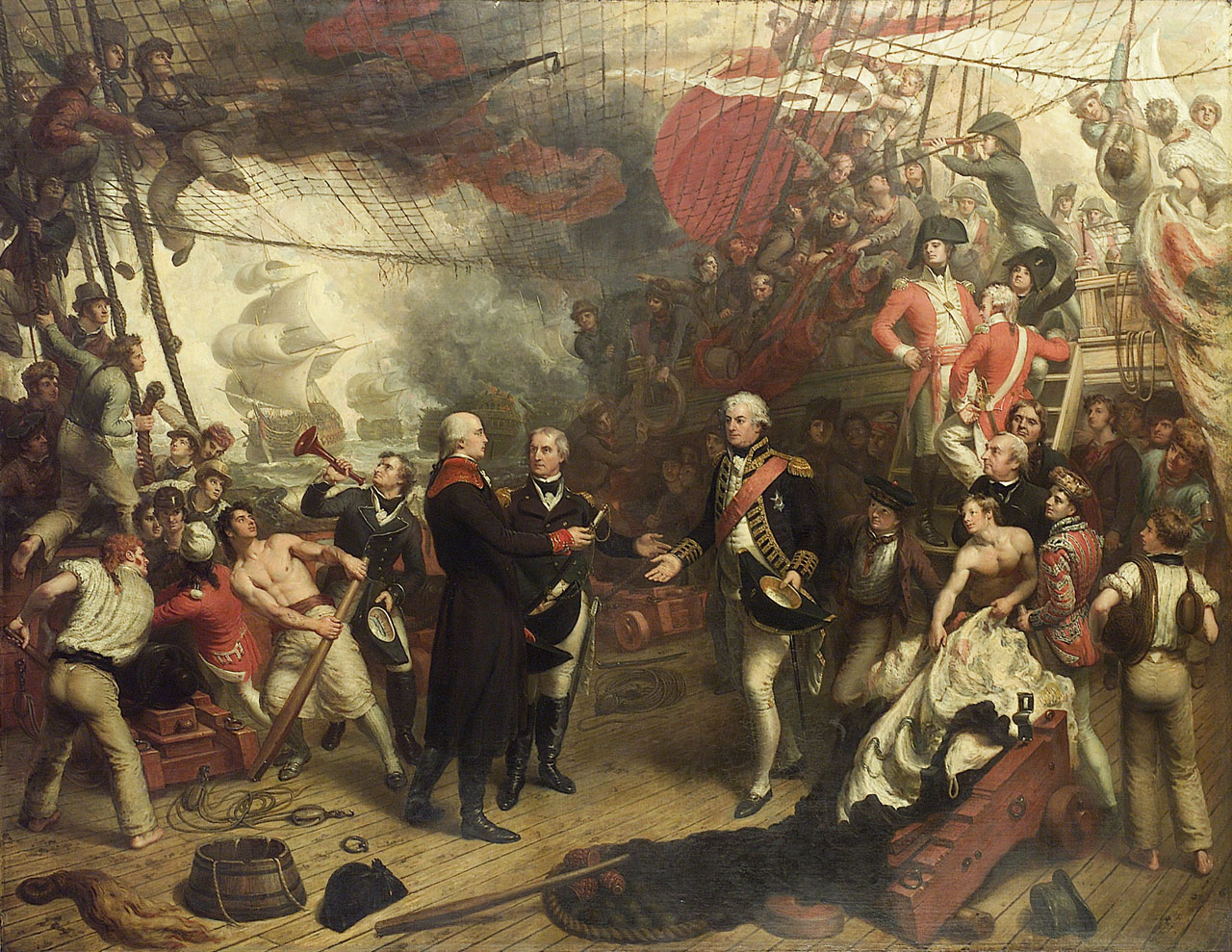
Reddition de de Winter à bord du Venerable, Samuel Drummond, 1827

En effet, l'ennemi pouvait maintenant se concentrer sur chaque navire et créer une supériorité locale en encerclant leurs victimes. Et c'est ce qui se produit à plusieurs reprises. Après que le Venerable ait chassé le Staaten Generaal, il engagea le Vrijheid alors que ce dernier livrait déjà bataille fa ce au HMS Ardent. Acculé, de Winter tenta d'envoyer un message à l'avant-garde pour qu'elle se repositionne mais les communications étaient impossibles dans ce chaos. Pour survivre, le Vrijheid fuit le combat vers le vent pour essayer de reprendre position plus long, mais il rencontra en route le HMS Director qui, après quelques coups de canon, lui brisa son mât principal. Alors démâté, de Winter n'a d'autre choix que de se rendre à l'ennemi et de déposer les armes. La reddition de l'amiral a pour effet l'arrêt définitif des combats. Story, qui n'a participé que brièvement à la bataille, tente de s'enfuir vers le sud lorsque le Venerable vient à sa rencontre. Il est suivit par les navires encore intacte ; de cette façon, Story sauve la moitié de la flotte de Winter. Au total, la République batave perd neuf des seize navires de ligne présents lors de la bataille ainsi qu'une frégate,. Les pertes auraient pu être encore plus importantes si Duncan avait choisi de poursuivre les fuyards, mais l'amiral n'en fit rien. Les pertes britanniques sont également élevées, plus de 200 matelots sont tués et le triple est blessé. Parmi les victimes néerlandais se trouvent le vice-amiral Reintjes, le contre-amiral van Treslong et plusieurs autres officiers. De Winter est, quant à lui, fait prisonnier. Les officiers capturés sont très bien traités par les Britanniques. Cependant, le respect de l'ennemi est un froid réconfort pour les membres du gouvernement batave, qui affronte dorénavant la colère de l'opposition qui accuse les responsables d'être entièrement responsable du chaos qui règne au gouvernement. Ces accusations sont confirmés par de Jonge, qui accuse le gouvernement d'avoir forcé de Winter à agir dans la précipitation. À son retour aux Pays-Bas en 1798, de Winter est salué par la population, mais des questions plus critiques lui sont rapidement posés. Les officiers bataves ne soutiennent pas l'amiral et l'accusent d'être responsable de la débâcle. De Winter est finalement acquitté tandis que Meurer est condamné, l'amiral batave se retire des affaires militaires et devient le représentant de la République batave à Paris,.

### L'incident de Vlieter et invasion britannique du territoire
Le Directoire français estime que la défaite de Camperdown doit être réparée le plus tôt possible. Dès lors, la République batave lève de nouveaux impôts en novembre 1797 ; cette nouvelle taxe est possible seulement car la défaite de de Winter a provoqué une urgence nationale. Toutefois, la lutte entre révolutionnaires et monarchistes ne s'amenuise pas et, au contraire, aboutit sur le coup d'état du 21 et 22 janvier 1798. De son côté, le Comité des affaires navales prend des mesures pour reconstruire de nouveaux bateaux. Les navires endommagés sont réparés et les bâtiments en stock sont mis à la mer. La construction de quatre 68-canons et trois frégates est ordonnée. Au printemps 1798, deux 78-canons, six frégates et quatre bricks sont opérationnels. Le Directoire batave arrivé au pouvoir en janvier 1798 décide de remplacer le Comité des Affaires navales par un nouveau bureau présidé par Jacob Spoors, alors ministre de la marine. Ce nouveau bureau assigne à la flotte la tâche de soutenir les projets de Bonaparte de l'invasion de l'Angleterre. Cependant, le projet est annulé et la priorité est donnée à la campagne d'Égypte. D'autres projets assurés par la marine batave sont finalement annulés, comme l'invasion de l'Irlande de 1798 et l'expédition aux Indes orientales néerlandaises de 1799. Mais les rumeurs d'une invasion imminente des Pays-Bas commence à circuler au sein du Directoire. Ces rumeurs se révèlent être plus que des rumeurs, et l'Invasion est lancée en août 1799 par une flotte britannique. L'amiral Mitchell détenait à bord de ses navires une armée secrète de partisans orangistes, menés par Guillaume Frédéric d'Orange, l'héritier du trône néerlandais. William Grenville croyait que cette invasion serait une réussite facile car il estimait que la population se rebellerait avec l'arrivée d'une armée orangiste. Grenville s’attendait à ce que la population néerlandaise partage son dégoût pour les « maux révolutionnaires » qui frappaient les Pays-Bas depuis 1795, et il pensait que, si on leur en donnait l’occasion, les soldats et les marins bataves passeraient du côté coalisé. Les croyances de Grenville furent renforcées par les récits des espions néerlandais aux Pays-Bas qui lui ont assuré que la population n'en pouvait plus de l'occupation française. C'est donc avec cette certaine confiance que l'invasion anglo-russe est lancée. Le gouvernement britannique décide d'envoyer un message à la population pour leur demander de se rallier à la Maison d'Orange. Mais dans ce message, le ton de Guillaume Frédéric ne fit qu'aliéner la population.

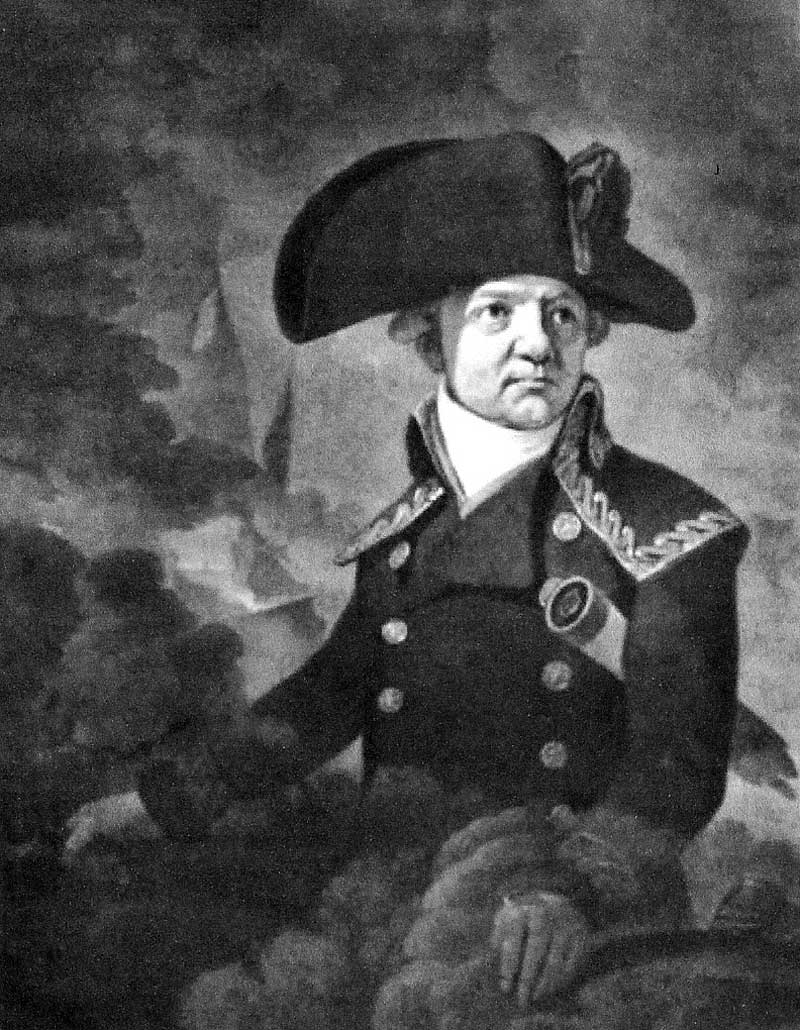
Portrait du contre-amiral Samuel Story, par Charles Howard Hodges, 1811.

En ce qui concerne la flotte batave ancrée dans la rade de Texel, les agents orangistes subornèrent un grand nombre d'officiers comme Aegidius van Braam et Theodorus van Capellen, respectivement capitaine du Leyden et lieutenant de l'amiral Story. Ces deux hommes livrèrent les noms de tous les officiers susceptibles de diriger une mutinerie. C'est dans ce contexte que nous devons analyser la série d'évènements entourant l'escadron de Story, composé des navires de ligne Washington, Leyden, Cerberus, Utrecht, de Ruyter, Gelderland, Beschermer et Batavier ; des frégates Amphitre, Mars, Embuscade et Galathee. Cet escadron fut donc infiltré par des espions britanniques qui distribuèrent le message de Guillaume Frédéric aux marins, cependant, cette action a un effet néfaste car il permet aux Néerlandais d'apprendre l'arrivée de la flotte britannique,. Le débarquement à Callantsoog débute le 23 août, et les troupes bataves présentes pour défendre la côte sont défaites. Les pièces d'artillerie, pourtant modernes, sont rapidement abandonnées et ne permettent pas de bien défendre la côte, comme il était pourtant prévu. Quatre jours avant le débarquement, Spoors avait accordé à Story le choix de se retirer vers le mouillage de Vlieter dans le cas où son mouillage serait indéfendable. Voyant que la perte de l'artillerie côtière a rendu difficilement défendable la rade de Texel, Story prend la décision de partir à Vlieter. Sa flotte quitte Texel dans la matinée du 28 août et fait face à de forts vents du sud, de ce fait, la flotte mouille devant une tranchée entre des bancs de sable et non à l'intérieur, comme le prévoyait le plan initial. Story avait l'idée de retourner rapidement à Texel lorsque les navires britanniques y seraient pour surprendre la flotte de débarquement alors qu'elle se trouverait dans un état vulnérable. Or, le vent défavorable l'empêche de retourner à Texel ; le 29 août, il place ses forces en ligne de bataille après avoir reçu l'information selon laquelle une flotte ennemie se rapproche de sa position. Story fait alors face à des signes de désobéissance chez les marins mais décide de ne pas étouffer cette mutinerie imminente, craignant qu'une telle action ne fasse qu'empirer les choses. La flotte britannique, dirigée par l'amiral Mitchell, avait hissé le pavillon princier en plus du pavillon habituel pour encourager les mutins. L'escadre était composée de onze navires de ligne, sept frégates, et de nombreux bâtiments secondaires, toutefois lourdement armés. Afin de gagner du temps, Story envoie les capitaine van Capellen et de Jong comme parlementaires pour annoncer aux Britanniques qu'il se battra jusqu'à la mort et qu'aucun de ses navires ne tombera entre les mains de l'ennemi. Ce message n'impressionne pas Mitchell qui riposte en envoyant un ultimatum aux Néerlandais : rendez-vous ou vous serez détruits. Pendant ce temps, les choses dégénèrent sur plusieurs bateaux bataves, le Washington tombe entre les mains des mutins. Story convoque alors ses capitaines pour un conseil de guerre, plusieurs d'entre eux déclarent subir des actes similaires sur leur propre navire. Le conseil décide donc, à l'unanimité, de ne pas combattre et de rendre la flotte à l'ennemi. Van Capellen et de Jong sont à nouveau envoyés pour transmettre le message à Mitchell. À l'annonce de la reddition, de nouvelles émeutes éclatent et ne prennent fin qu'avec l'intervention des Britanniques. Mitchell s'empare d'une douzaine de navires et les fait naviguer vers l'Angleterre, à leur bord, leur propre équipage. La plupart des mercenaires et étrangers engagés passent au service des Britanniques tandis que les officiers sont faits prisonniers de guerre. Story, par exemple, reste en captivité en Angleterre jusqu'en 1802 ; il est jugé par contumace et condamné à la peine de mort, il ne reviendra donc jamais en Hollande. Cependant, il est gracié avec les autres officiers condamnés, par Guillaume Frédéric en sa qualité de souverain des Pays-Bas.

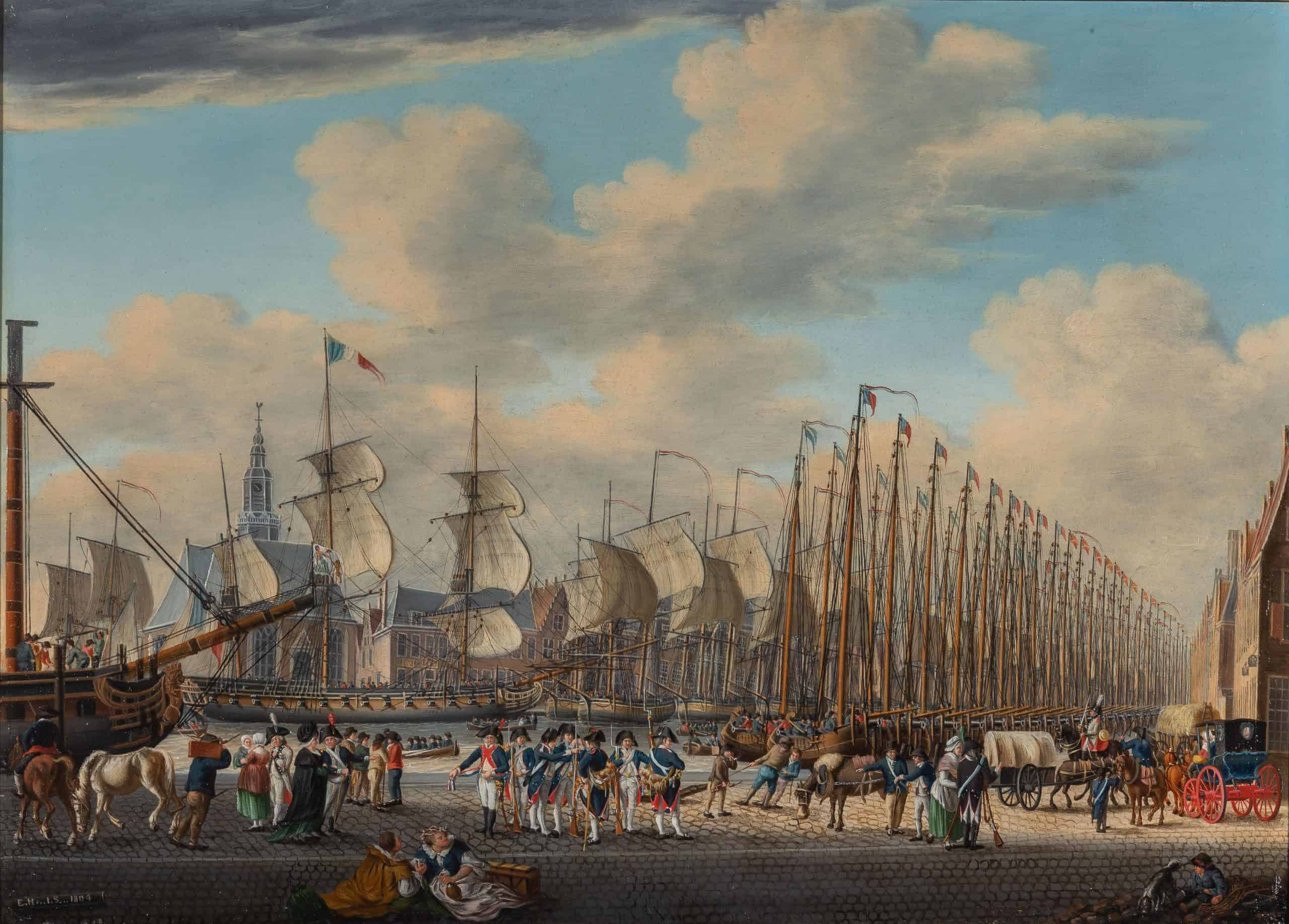
Navires de guerre batave à Flessingue, Engel Hoogerheyden, 1804

L'insurrection générale attendue par les Britanniques aux Pays-Bas ne se produisit pas et l'avancée anglo-russe est rapidement stoppée par l'Armée française. Lors de la convention d'Alkmaar, les forces coalisées se retirent de Hollande. En six ans, jusqu'à la paix d'Amiens de 1802, la Marine batave perd pas moins de soixante-quatre bâtiments, dont vingt-et-un navires de ligne et vingt-deux frégates, soit un bilan catastrophique. En septembre 1801, un nouveau coup d'état fomenté par le général Pierre Augereau a lieu en République batave. Ce coup de force met en place un nouveau régime autocratique et balaye les acquis démocratiques des dernières années. Le pouvoir exécutif est dorénavant détenu par la Régence d'État. Le Comité des affaires navales est également remplacé par le Conseil de la Marine,. La paix d'Amiens a plusieurs conséquences favorables pour la Marine batave. Tout d'abord, le stadtoudher renonce à ses prétentions sur le trône de Hollande et prive ainsi les orangistes de leur potentiel souverain. Ceci entraîne une large baisse du nombre de mutineries à bord de la flotte néerlandaise. De nombreux comptoirs néerlandais capturées par la Grande-Bretagne sont rendus à la République, et la Marine batave se redéploie dans en Atlantique et dans l'océan Indien,. L'émissaire batave, Jan Schimmelpenninck, tente de récupérer les navires perdus lors de la défaite de Vlieter. Ces bâtiments, ainsi que leur équipage, servaient pour la Grande-Bretagne depuis maintenant plusieurs années et avaient prêté serment à George III. L'Albion refuse de rétrocéder ces navires, ces derniers sont définitivement intégrés à la Royal Navy,.

### Projet d'invasion du Royaume-Uni (1803-1805)

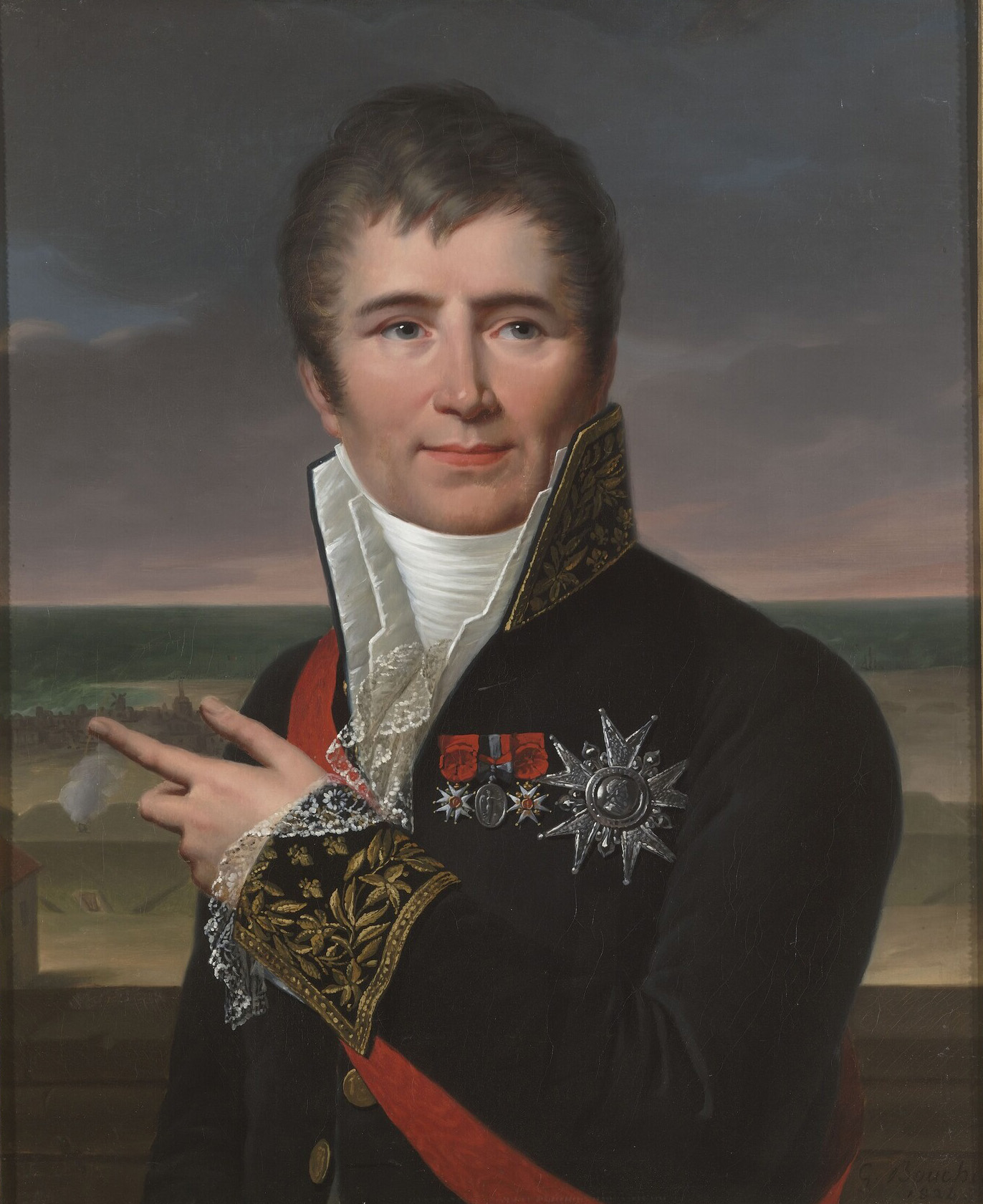
Portait de Charles Henri Ver-huell

Charles Ver-Huell fut l'un des orangistes à avoir fait la paix à la République batave. Il était l'un des officiers de Marine à avoir été exilé en 1795 et, comme beaucoup d'autres, avait refusé le nouveau régime mis en place en Hollande. Cependant, il s'implique désormais dans le préparatifs de la partie néerlandaise du « Grand Plan » de Napoléon Ier, à savoir l'invasion de l'Angleterre. La Régence batave tente, en vain, de ne pas s'engager dans la guerre de la troisième coalition mais est contrainte d'aider le Premier Empire dans ses objectifs. En 1803, Bonaparte impose à la République batave une nouvelle Convention comportant des obligations financières très onéreuses. Pour l'invasion du Royaume-Uni, la Marine batave devait fournir cinq navires de lignes, cinq frégates, une centaines de canonnières et près de 250 navires de transport. Au total, les Néerlandais doivent fournir 25 000 soldats et de quoi les ravitailler pendant un mois,. Ver-huell, qui vient de recevoir une promotion de contre-amiral, fut nommé commissaire de la République pour assurer la liaison entre les chantiers navales du Flessingue et du Texel avec les autorités françaises,. Le gouvernement souhaitait que Ver-huell défende les intérêts néerlandais auprès de Bonaparte, qui se trouvait très mécontent de l'évolution des évènements en Hollande. Finalement, Bonaparte se prend d'affection pour le représentant batave et lui confie divers tâches primordiales. Ver-huell se voit donner le commandement de l'aile droite de la flotte d'invasion. Napoléon lui accord également une indemnité de près de 24 000 francs en plus des généreuses perdiem journalières qu'il reçoit déjà du Staatsbewind. Ver-huell se révèle être un partisan bonapartiste dévoué, en tant qu'orangiste, il appréciait l'homme fort qu'était Napoléon. Malgré les multiples demandes de l'Empereur, Ver-huell s'assure qu'elles soient toujours réalisées à la lettre. lorsque les autorités de La Haye invoquent le manque de moyens pour excuser leur retard, Ver-huell adresse à Napoléon un rapport très négatif qui suscite à l'Empereur une grande rage à l'égard du Conseil de la Marine. Dès lors, le gouvernement commence à se méfier de l'émissaire, mais les protestations contre son comportement sont écartés par Napoléon. En février 1804, van royen en personne se dépêche à Flessingue pour arranger les choses avec la France. Les derniers navires sont finalement livrés et la flottille qui était composée de 378 bateaux fut fin prête à participer à l'invasion. La flotte était armée de 1 300 pièces d'artillerie et le moral des officiers et matelots étaient excellent, loin de la situation lors des évènements de Saldagne et de Vlieter. Le 17 février 1804, Ver-huell reçoit l'ordre de Bonaparte de commencer à déplacer la flotte vers les ports d'invasion. Mais cet ordre n'est pas n'est facile à exécuter. En effet, la flotte britannique était ancrée à l'estuaire de l'Escaut était prête à engager tout navire qui tenterait de sortir des hauts-fonds qui bordent les côtes flandriennes. La flotte de Ver-huell n'était pas en mesure de lutter face à l'armada britannique, elle décide donc de répartir les risques et de déplacer la flotte par petits groupes, d'abord vers Ostende, puis à Dunkerque. Durant un an, entre mars 1804 et 1805, la flotte se déplace petit à petit sous le commandement personnel de Ver-huell vers l’objectif, en longeant la côte pour bénéficier le soutien de l'artillerie à terre. Durant cette période, le 15 mai 1804, une division de goélettes et de canonnières fut engagée par une force britannique ennemie plus puissante menée par l’amiral Sidney Smith. Ver-huell se distingue particulièrement durant cette bataille et sauve sa flottille ; il est nommé officier de la Légion d’honneur par Bonaparte et est promu vice-amiral par la Régence d’État.

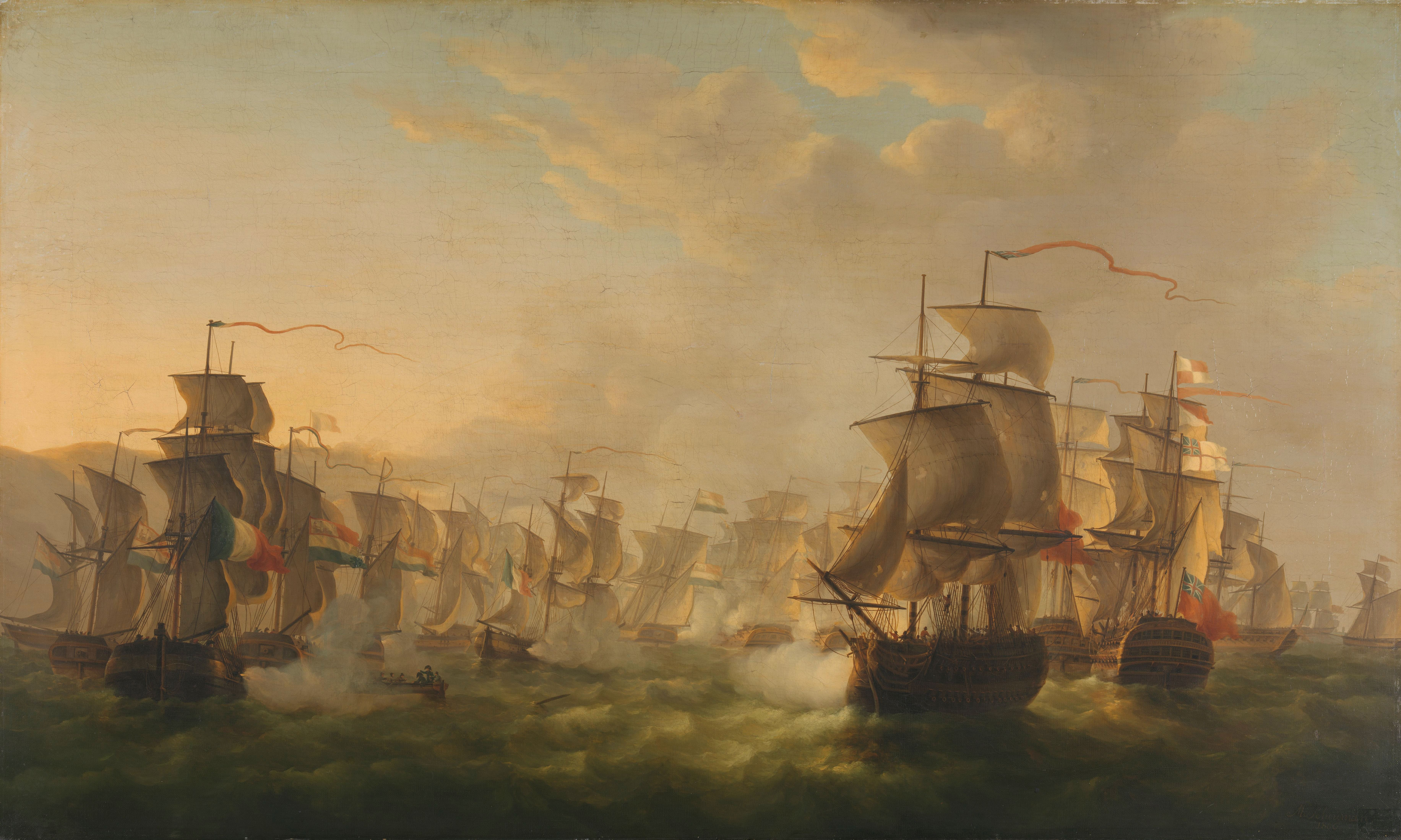
Les flottes bataves et néerlandaises se croisant sur la route pour Boulogne, Martinus Schouman, 1807

Au total, 360 bateaux parviennent à Dunkerque, mais le Consul souhaite qu’ils se déplacent à nouveau, cette fois jusqu’à Boulogne-sur-Mer, là où l’invasion doit partir. Au printemps 1805, Ver-huell reçoit l’ordre de d’amener sa flotte à Ambleteuse, une ville portuaire et fortifiée. Le vice-amiral fait encore le choix de procéder par étapes, cette tactique paya à nouveau. Sauf les 24 et 25 avril, où une escadre sous les ordres du capitaine Keller est surprise par le HMS Leda, qui parvient à capturer pas moins de huit bateaux bataves. Finalement, la quasi-totalité de la flotte parvient à Ambleteuse. Le 17 juillet, Ver-huell prend le commandement d’une trentaine de canonnières et de quatre prames françaises dans le cadre du voyage vers Boulogne. Arrivé au large de Gravelines, il découvre une véritable flotte de quinze navires ennemis qui l’attaquent et obligent la plupart des canonnières à s’échouer pour ne pas être capturés ou coulés. À la tombée de la nuit, les Britanniques rompent le combat et laissent Ver-huell et le reste de ses forces à jeter l’ancre dans la rade de Calais. Les survivants sont rejoints le lendemain par des renforts, mais la flotte ennemie de la vieille revient à l’attaque le 19 juillet, sans causer de véritables dommages à la flotte batave, restée à longue distance des Britanniques. L’artillerie française sur les côtes participe au combat et empêche les forces anglaises de se rapprocher de la côte. Finalement, les pertes s’élèvent à onze bateaux. Ver-huell, alors rejoint par le maréchal Davout, décide de se diriger vers le cap Gris-Nez, bien qu’il sache pertinemment que les Britanniques l’attendent. Et en effet, il y croise une escadre de vingt-et-un bâtiments. La bataille débute par l’assaut frontal de quelques bricks britanniques qui tentent d’endommager le navire de Davout, sans succès. Les Britanniques sont repoussés au bout de quelques heures de combat et Ver-huell franchit le cap sans réels dégâts sur ses navires. Les forces ennemies poursuivent la flottille batave jusqu’à Ambleteuse, mais vers 19 heures, ils sont à nouveau repoussés par les batteries côtières françaises. Il est intéressant de préciser qu’au même moment, le contre-amiral de Lacrosse avait lancé une diversion sur une escadre britannique composée de plusieurs importants navires de ligne, le HMS Immortalité, le HMS Lebe, le HMS Arab et le HMS Ardy.
Dans le courant du mois d’août, l’ensemble de la flotte batave finit d’atteindre Boulogne. L’amiral Villeneuve mène parallèlement une action dans les Antilles pour éloigner la flotte britannique de la Manche. À son retour en France, il est engagé lors de la bataille des Quinze-vingt et est contraint de se rendre à Cadix et non pas à Boulogne pour exécuter le plan de Napoléon. L’Empereur annule alors l’invasion et la flotte batave demeure à Boulogne encore un an-et-demi. En août 1807, il ordonne le démantèlement des forces de Boulogne ; or la Marine batave n’existe déjà plus, la République ayant été remplacée par le Royaume de Hollande.